# Бот, Бернард
Бернард Рудольф «Бен» Бот (нидерл. Bernard Rudolf "Ben" Bot, род. 21 ноября 1937, Джакарта) — отставной нидерландский политик и дипломат из партии Христианско-демократический призыв.
Он занимал пост министра иностранных дел с 3 декабря 2003 года по 22 февраля 2007 года в кабинетах Балкененде II и III. Карьерный дипломат, он сменил тогдашнего министра иностранных дел Япа де Хоп Схеффера, который ушёл в отставку и стал генеральным секретарём НАТО в 2003 году.

## Ранние годы и образование
Бот родился в Батавии, Голландская Ост-Индия (ныне Джакарта, Индонезия). Бернард — сын Тео Бота, который занимал посты министра образования, культуры и науки и министра по сотрудничеству в целях развития. Он учился в Лейденском университете, где получил степень магистра права и доктора философии в области права, а затем учился в Гаагской академии международного права и Гарвардской школе права (Кембридж, штат Массачусетс, США), где он получил вторую степень магистра права.

## Политика
Он работал в Министерстве иностранных дел с 1963 по 2002 год, в том числе в Постоянном представительстве Нидерландов при Европейском сообществе с 1964 по 1970 год, в посольстве Нидерландов в Буэнос-Айресе до 1973 года и в посольстве в бывшем Восточном Берлине в ГДР. В период 1976-1982 гг. работал в Нидерландах в Министерстве иностранных дел в Гааге, после чего был заместителем постоянного представителя Нидерландов при Организации Североатлантического договора (НАТО) в Брюсселе.
С 1986 по 1989 год Бот был послом Нидерландов в Турции. Он занимал должность Генерального секретаря Министерства иностранных дел в Гааге до 1992 года, когда был назначен постоянным представителем Нидерландов при Европейском союзе в Брюсселе. Он занимал этот пост в течение необычно долгого периода в 10 лет.
3 декабря 2003 года Бот сменил бывшего генерального секретаря НАТО Япа де Хоп Схеффера на посту министра иностранных дел во втором кабинете Балкененде. Бот является членом партии Христианско-демократический призыв (нидерл. Christen Democratisch Appèl). В феврале 2007 года его сменил на посту министра иностранных дел Максим Верхаген в четвёртом кабинете Балкененде. В настоящее время Бот является партнёром Praaning Meines Consultancy Group и занимает различные государственные посты, в том числе президента Нидерландского института многопартийной демократии и председателя правления Института Клингендаля в Гааге.

## Политические взгляды
Бот выразил обеспокоенность в связи с войной в Ливане 2006 года. Бот выразил «понимание реакции Израиля», но сказал, что «было бы трудно поддержать Израиль, если будет много жертв среди гражданского населения».
Бот дал интервью газете NRC Handelsblad в декабре 2007 года, где он подтвердил свою позицию 2005 года о том, что вторжение в Ирак в 2003 году было ошибкой, и что ему пришлось «исправить» свой комментарий в 2005 году после сильного давления со стороны премьер-министра Яна Петера Балкененде. В ответ Балкененде сказал, что попросил бы Бота уйти в отставку, если бы тот не пересмотрел свою позицию в то время.

## Другая деятельность
- Европейский банк реконструкции и развития (ЕБРР), заместитель члена Совета управляющих (2003–2007 годы)[6].

В 2015 году были опубликованы мемуары Бота «Ретроспектива» (Achteraf bezien).

## Личная жизнь
Бот вдовец, имеет троих детей и живёт с другим министром из второго и третьего кабинетов Балкененде, бывшим политиком Народной партии за свободу и демократию Сибиллой Деккер.

## Награды
| Honours |                                   |             |                 |       |
| Лента   | Награда                           | Государство | Дата            | Прим. |
|         | Офицер Ордена Оранских-Нассау     | Нидерланды  | 10 декабря 1985 | [ 4 ] |
|         | Рыцарь Ордена Нидерландского льва | Нидерланды  | 30 апреля 1993  | [ 4 ] |
|         | Великий офицер Ордена Трёх звёзд  | Латвия      | 17 мая 2006     | [ 8 ] |
|         | Крест командора Ордена Заслуг     | Польша      | 29 июня 2012    | [ 9 ] |